# Carabiniers à cheval (France)
Les carabiniers à cheval sont un corps de cavalerie lourde français créé sous l'Ancien Régime et en service jusqu'à la fin du Second Empire.
Leurs origines remontent au milieu du XVIe siècle, quand ils sont formés pour être des unités d'élite de la cavalerie légère, armés de carabines. Ils progressent ensuite vers un statut semi-autonome au cours du XVIIIe siècle. Ils ne deviennent des unités indépendantes qu'en 1788, lorsque deux régiments de carabiniers sont mis sur pied. À partir des guerres de la Révolution, ils deviennent les régiments de cavalerie lourde d'élite de l'armée française et se font remarquer pendant les guerres du Premier et du Second Empire, avant d'être dissous en 1871 après la chute de ce dernier.

## Ancien Régime
Les carabiniers français sont pour la première fois mentionnés à la bataille de Neerwinden en 1693, sous les ordres du prince de Conti.

### Organisation
Une ordonnance du 26 décembre 1679 crée deux carabiniers dans chaque compagnie de cavalerie. Ces carabiniers touchent une solde supérieure à celle des autres cavaliers. Le 29 octobre 1690, les carabiniers sont réunis en compagnie distincte au sein de chaque régiment de cavalerie. Après Neerwinden, où les compagnies de carabiniers, réunies sous le commandement du mestre de camp du Royal-Roussillon, le marquis de Beaufort, avaient montré leur valeur, Louis XIV décide de les rassembler en un seul régiment : Royal-Carabiniers. C'est l'objet de l'ordonnance du 1er novembre 1693.
Les 100 compagnies sont réunies en 5 brigades de 20 compagnies. Ce régiment, pléthorique, est mis sous les ordres du duc du Maine, fils de Madame de Montespan. Il prend rang après les régiments de la Reine et des princes du sang, c'est-à-dire le 18e de la liste. À cette date, les carabiniers combattent comme les dragons, à pied ou à cheval.
En 1741, le régiment est donné au comte de Provence. Il recule alors au 20e rang et perd son titre de Royal. Les brigades du corps des carabiniers sont souvent dispersées dans les différentes armées.
Le corps est élargi à dix escadrons au début de la guerre de Sept Ans. Avec ses 25 compagnies, il a alors une force équivalente à celle de cinq régiments de cavalerie. Le dépôt de Strasbourg sera celui des carabiniers pendant plus d'un siècle. Le 13 mai 1758, le corps royal est rebaptisé en Carabiniers royaux de Monsieur le comte de Provence. En 1762, les carabiniers passent à trente escadrons répartis en cinq brigades. En 1776, ils ne constituent plus qu'un seul régiment de huit escadrons comprenant chacun 150 hommes. En 1779, ils sont de nouveau répartis en deux brigades de cinq escadrons pour un total de 1 620 hommes.

### Campagnes
- 25 novembre 1741, Prague
- 1743, Dettingen
- 1746, Raucoux
- 1747, Lawfeld
- 1755, Crefeld

### Uniformes
Jusqu'en 1763, les carabiniers ont l'habit bleu, avec collet et manteau de même couleur. La doublure de l'habit et les parements sont rouges. Les boutons sont en étain, groupés par trois. Les manches et les épaulettes sont galonnées d'argent, comme le chapeau. La cocarde est noire. La veste et la culotte sont en peau. L'équipement de cheval est bleu bordé d'argent.
En 1763, ils ont l'habit à la française, bleu avec revers, doublure et collet, rouges. Les parements et les boutonnières sont galonnées d'argent. L'équipage de cheval est bleu galonné de blanc.

## Révolution et Premier Empire

### Organisation
En 1788, les carabiniers sont définitivement organisés en deux régiments de quatre escadrons.
En 1804, Napoléon Ier nomme son frère Louis colonel-général des carabiniers. En 1805, le 1er régiment compte 441 hommes et le 2e régiment 407 officiers, sous-officiers et soldats. En août 1806, l'effectif passe à 820 hommes.

### Uniformes

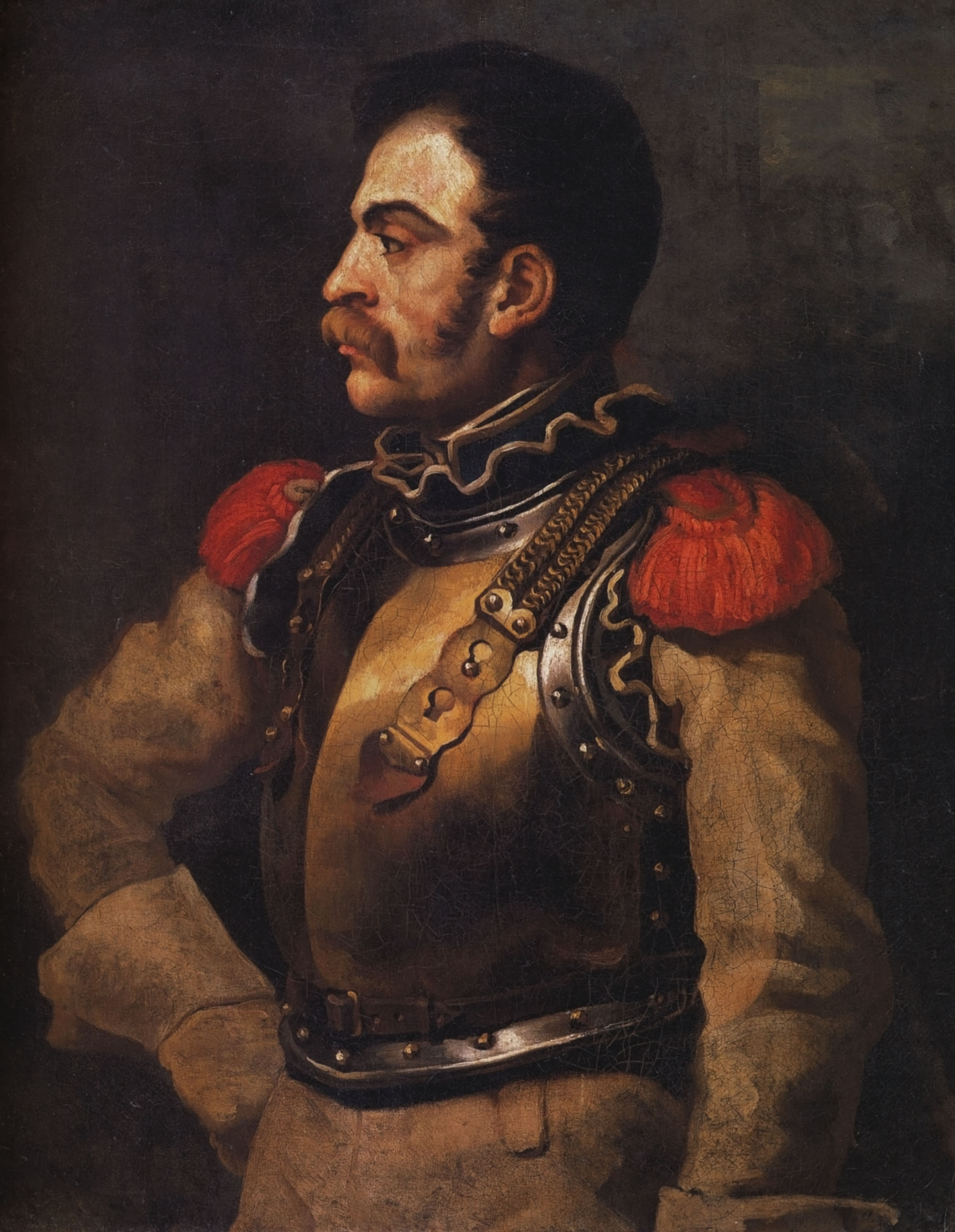
Portrait de carabinier, par Théodore Géricault (vers 1812, musée du Louvre).

Jusqu’en 1809, les carabiniers portent « l'habit bleu national, les parements et les revers écarlate, le collet bleu, le bonnet d'oursin, la bandoulière et le ceinturon jaune bordés d'un galon blanc ».
En décembre 1809, Napoléon publie un décret instaurant pour les carabiniers un nouvel uniforme : l'habit blanc, une double cuirasse jaune en acier recouvert d'une feuille de cuivre, casque « à la Minerve » à visière et couvre-nuque surmonté d'un cimier de cuivre jaune orné d'une chenille de crin écarlate. Comme armement, les carabiniers disposent, en plus de leur sabre de cavalerie modèle 1803, d'une paire de pistolets ainsi que d'une carabine (qui est supprimée par la suite).

### Campagnes
En 1805, les carabiniers impériaux sont engagés au cours de la campagne d'Allemagne contre les Russes et les Autrichiens. Ils chargent à Wertingen contre l'infanterie autrichienne. Présents à Elchingen, ils participent également à la bataille d'Austerlitz le 2 décembre 1805 où, menés par le général Nansouty, ils attaquent au centre les villages de Jirzikowitz et de Blaswitz, dispersent l'infanterie autrichienne et s'emparent de son artillerie.
En 1809, pendant la campagne d'Autriche, ils chargent à Eckmühl avec les cuirassiers des généraux Saint-Sulpice et Nansouty contre la cavalerie autrichienne, sont présents au siège de Ratisbonne et combattent une nouvelle fois à la bataille de Wagram.
Les lourdes pertes essuyées à Eckmühl dues aux lances des uhlans autrichiens[réf. souhaitée] décide le prince Louis, frère de l'Empereur et colonel-général du 1er régiment de carabiniers, de doter ses hommes d'une cuirasse dorée, et d'abandonner le bonnet d'ourson au profit du casque à visière.

#### Campagne de Russie

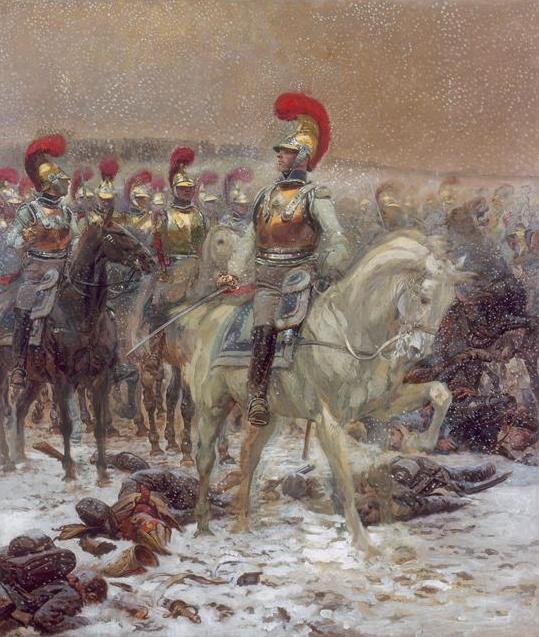
Les carabiniers à cheval pendant la campagne de Russie, par Édouard Detaille.

Les deux régiments de carabiniers sont engagés dans la campagne de Russie, intégrés à la 4e division de cuirassiers appartenant à la réserve de cavalerie du maréchal Murat.
Ils prennent une part importante à la bataille de la Moskova où, commandés par le général Defrance, ils se mesurent aux chevaliers-gardes russes en compagnie des cuirassiers du général Caulaincourt. Le fils du général Lariboisière, lieutenant au 1er régiment de carabiniers, est tué lors de la bataille.
À Winkowo, conduits par Murat en personne, ils culbutent le corps russe du général Baggovut. Le colonel Blancard, du 2e régiment de carabiniers, y est blessé d'un coup de feu.
Lors de la retraite de Russie, les deux régiments voient fondre leurs effectifs de manière drastique. Moins de trois cents hommes survivent.

#### Campagnes d'Allemagne et de France
En 1813, pendant la campagne d'Allemagne, ils participent à la bataille de Leipzig avec six escadrons à l'effectif, pour un total de trois cents cavaliers. Ils sont intégrés à la 1re brigade lourde du général d'Haugéranville, de la 2e division de cavalerie lourde du général Saint-Germain, appartenant au 2e corps de cavalerie du général Sébastiani. Au cours de la bataille, ils sont chargés par des hussards hongrois. Les carabiniers paniquent et tournent bride dans un complet désordre. Les cuirassiers des 1er et 5e régiments accourent et repoussent les cavaliers adverses.
En 1814, au cours de la campagne de France, ils combattent à Brienne, Vauchamps, Laon, Arcis-sur-Aube et Fère-Champenoise. Faisant partie de la division Compans, les carabiniers s'illustrent également au cours des combats de Claye et de Villeparisis.

#### Waterloo

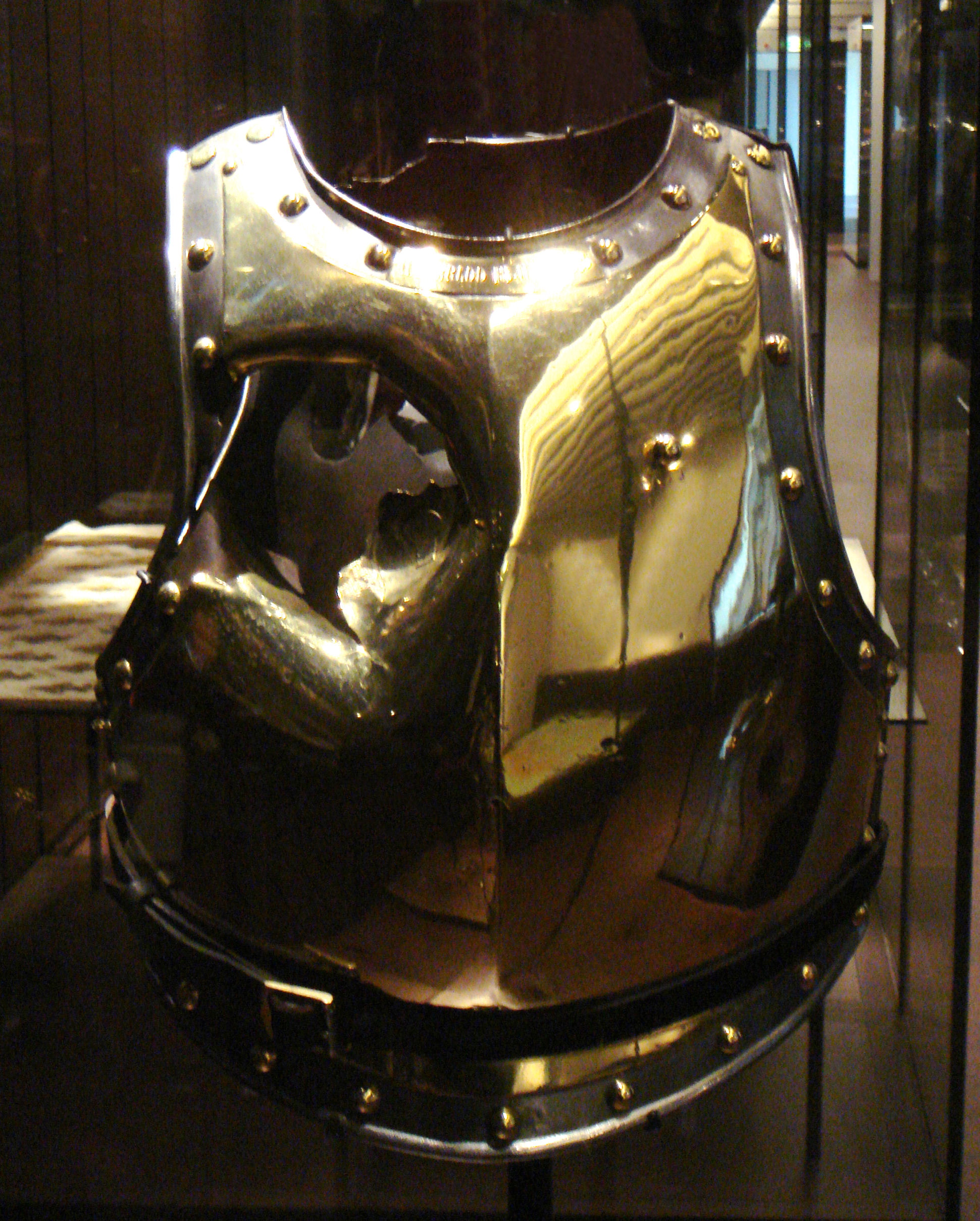
Cuirasse du carabinier François-Antoine Fauveau, trouée par un boulet de canon lors de la bataille de Waterloo.

Napoléon, revenu de son exil à l'île d'Elbe, lance la campagne de Belgique à laquelle participent les carabiniers. Le 18 juin 1815 a lieu la bataille de Waterloo. Au cours des combats, les carabiniers sont tenus en réserve, tandis que les cuirassiers et la cavalerie de la Garde mènent des charges multiples contre l'infanterie de Wellington formée en carré sur le plateau de Mont-Saint-Jean. Cependant, après plusieurs heures d'affrontement, les escadrons français sont décimés et affaiblis. Le maréchal Ney décide alors d'engager les 800 carabiniers du général Blancard, qui constituent sa dernière réserve. Malgré les réticences de ce dernier, Ney s'élance de nouveau sur les bataillons anglais, mais cette ultime tentative ne réussit pas plus que les autres et les carabiniers doivent se retirer après avoir subi de lourdes pertes.

### Officiers
1er régiment :
- 1805 : François Borghèse
- 1807 : colonel Laroche
- 1808 : François Borghèse
- 1813 : colonel de Bailliencourt
- 1815 : colonel Rogé

2e régiment :
- 1807 : colonel Blancard
- 1813 : colonel de Seve
- 1815 : colonel Beugnat

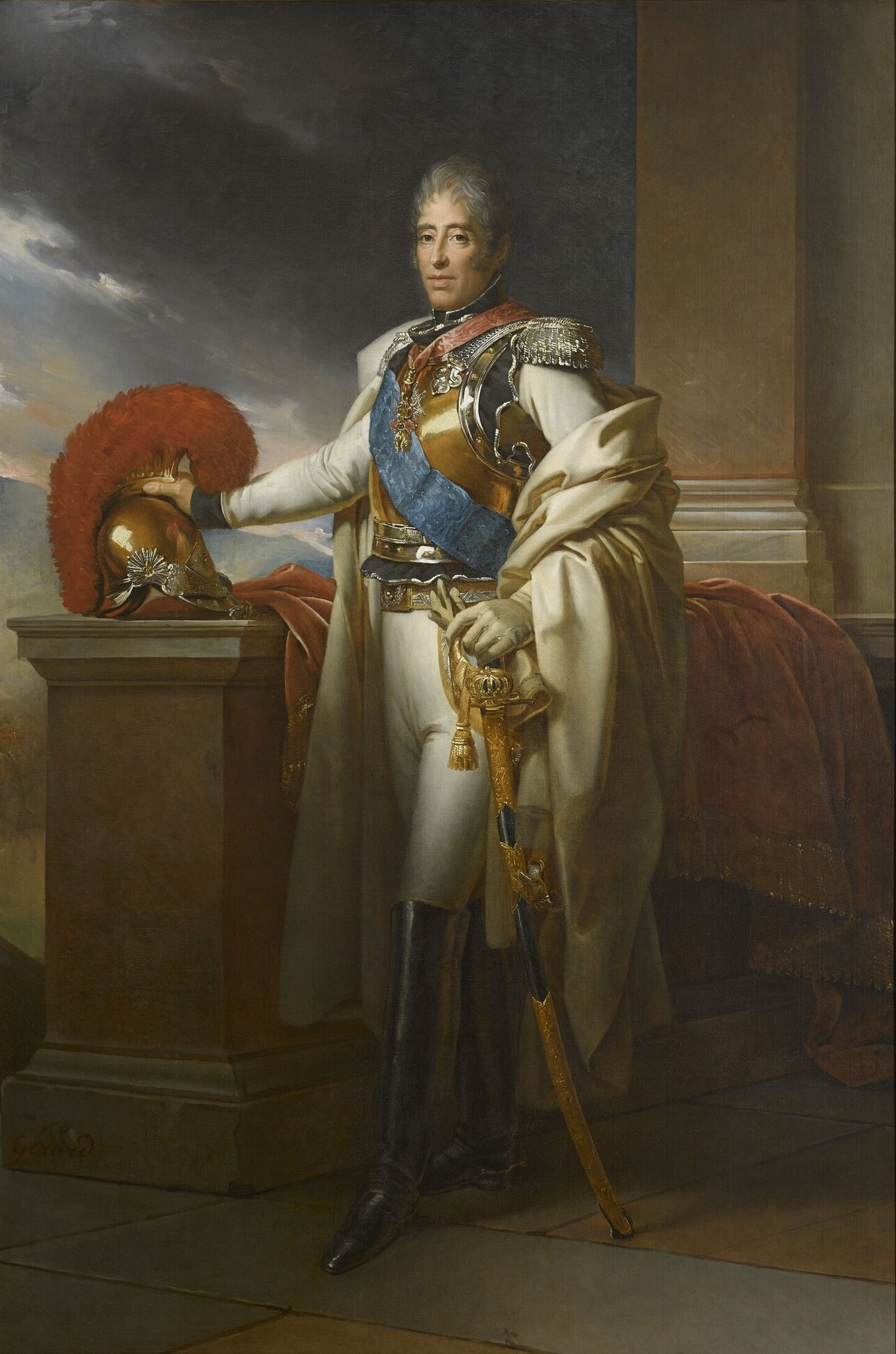
Charles-Philippe de France, comte d'Artois, en uniforme de colonel général des carabiniers, par François Gérard (vers 1815, collection du château de Versailles).

Officiers tués ou mortellement blessés entre 1805 et 1815 : 43
Officiers blessés entre 1805 et 1815 : 146

## D'un Empire à l'autre

### Restauration
Organisation
Un seul régiment de carabiniers est conservé en 1815 sous le nom de « carabiniers de Monsieur ». En 1825, il est dédoublé.
Uniformes
Campagnes

### Second Empire

#### Organisation
En 1867, les 2 régiments de carabiniers sont fusionnés. Le nouveau régiment aligne 6 escadrons de 145 sabres. Pour les manœuvres, c'est toujours le règlement de 1829 qui s'applique. Comme le signale le colonel Dugué Mac Carthy, « On s'attache davantage à l'exactitude d'évolutions compliquées qu'à l'objectif à atteindre ».

#### Uniformes
Les carabiniers portent toujours la cuirasse, et le casque à chenille.

## Historique des garnisons et batailles

### Révolution et Empire
- 1805 Austerlitz
- 1806 : Pretzlow
- 1806 : Lübeck
- 1807 : Ostrôlenka
- 1807 : Guttstadt (de nos jours Dobre Miasto)
- 1807 : Friedland
- 1809 : Eckmühl
- 1809 : Essling
- 1809 : Wagram
- 1812 : La Moskowa
- 1812 : Winkowo
- 1813 : Viazma
- 1813 : Dresde
- 1813 : Leipzig
- 1813 : Hanau
- 1814 : Montmirail
- 1814 : Troyes
- 1814 : Craonne
- 1814 : Laon
- 1814 : Reims
- 1815 : Quatre-Bras
- 1815 : Waterloo[19]

## Étendards

### Ancien Régime
- De 1716 à 1740, il y a un étendard par escadron[20].

### Révolution & Empire
Batailles inscrites au revers du drapeau modèle 1812 :
- Austerlitz
- Iéna
- Eylau
- Friedland
- Eckmühl
- Wagram

## Évolution de l'uniforme

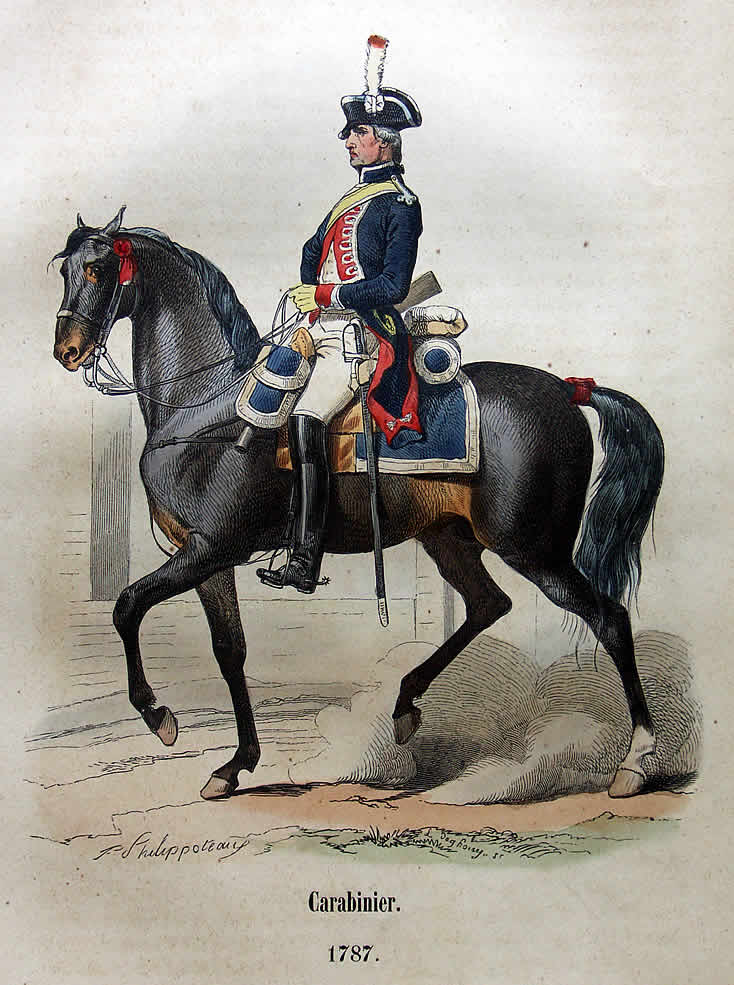
Carabinier à cheval de l'Ancien Régime (par Paul Philippoteaux, vers 1850).
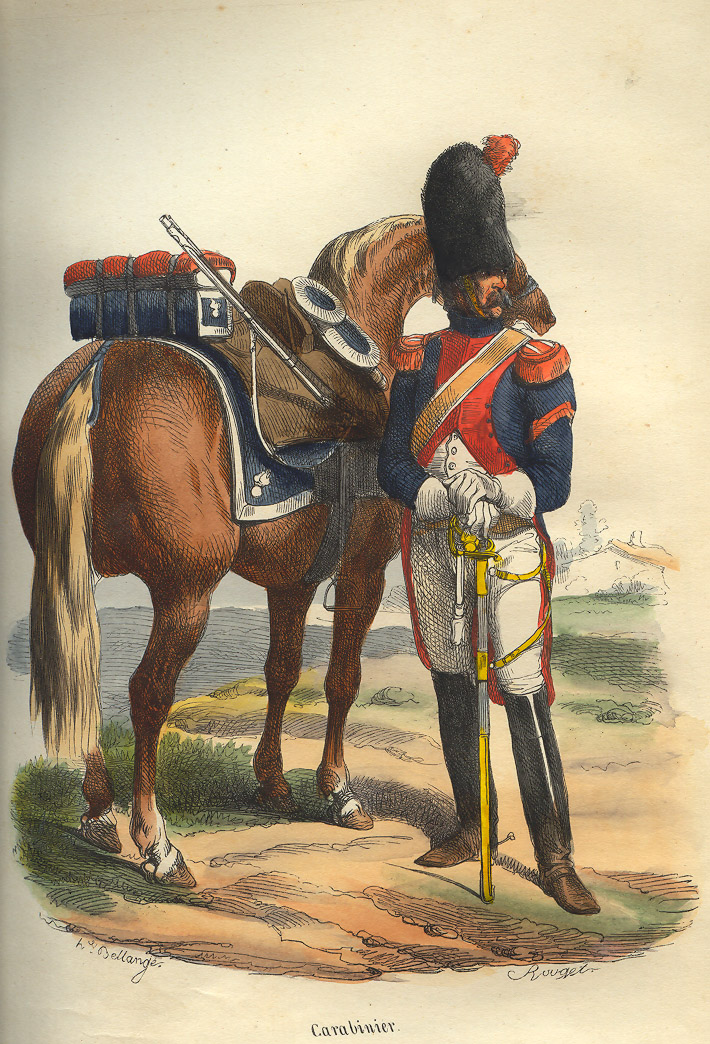
Carabinier à cheval (1804-1810), par Hippolyte Bellangé, 1843.
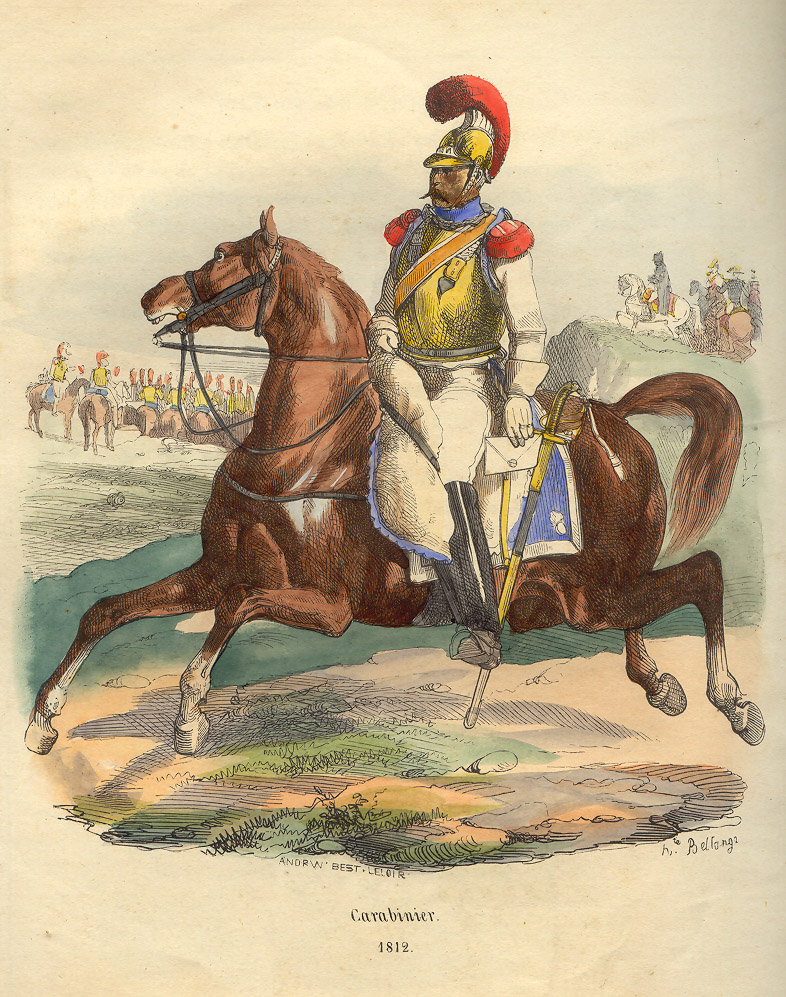
Carabinier à cheval (1810-1815), par Hippoyte Bellangé, 1843.
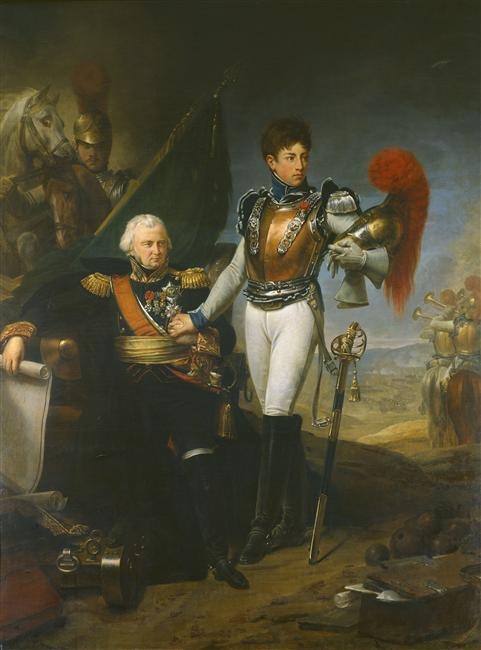
Le général Lariboisière et son fils, lieutenant au 1er régiment de carabiniers, à la bataille de la Moskova (par Antoine-Jean Gros, 1re moitié du XIXe siècle).
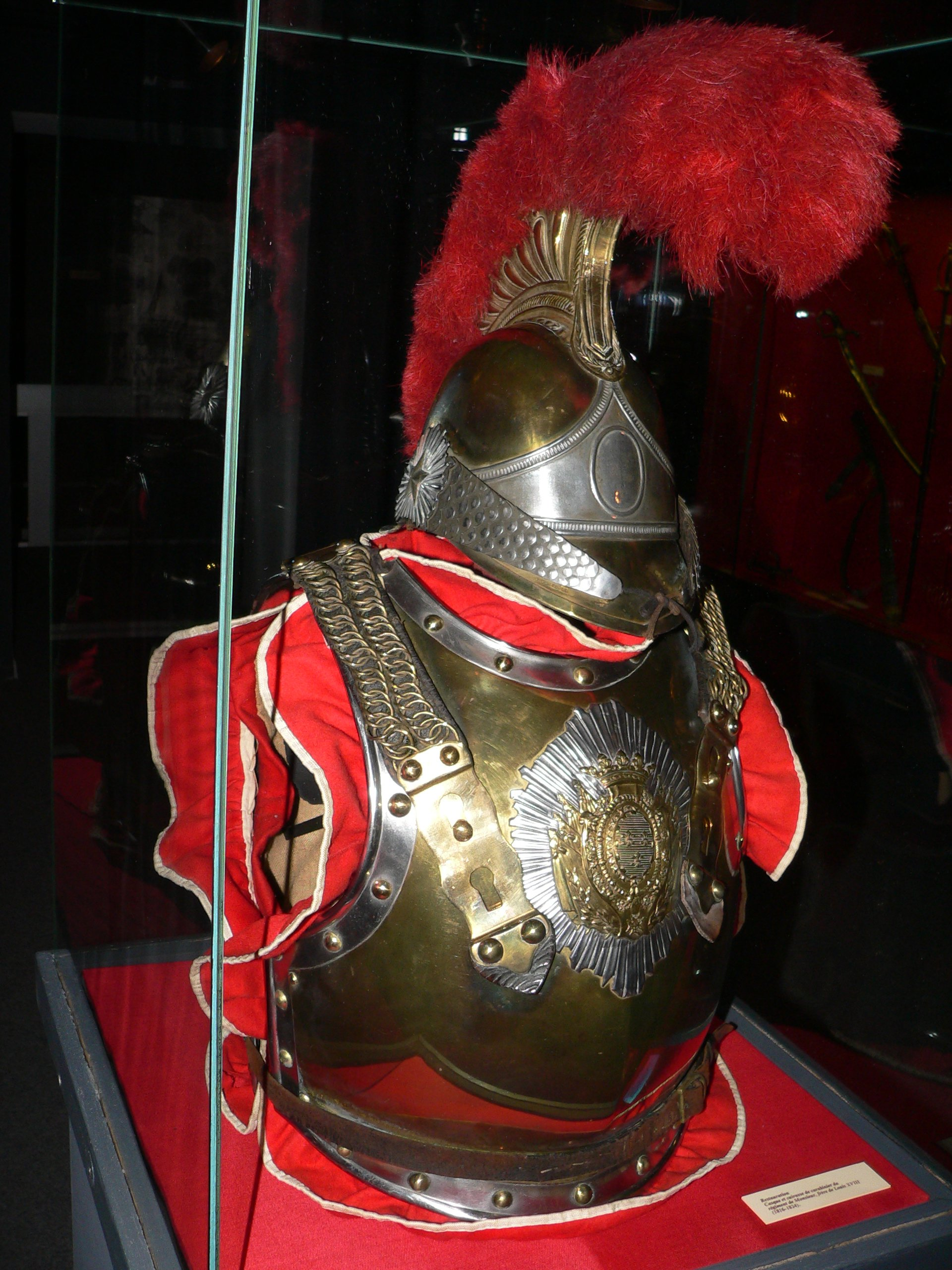
Cuirasse et casque de carabinier à cheval sous la Seconde Restauration (1816-1824), 2005.